# Énergie à Madagascar
Le secteur de l'énergie à Madagascar a un profil caractéristique des pays les moins avancés : l'énergie dominante reste la biomasse, en particulier le bois pour le chauffage et la cuisine. Elle représente 99,2 % de la production d'énergie primaire et 89,3 % de la consommation intérieure d'énergie primaire en 2020.
La consommation d'énergie primaire par habitant à Madagascar en 2019 atteint seulement 17 % de la moyenne mondiale et 49 % de la moyenne de l'Afrique.
L'électricité représente seulement 2,4 % de la consommation finale d'énergie. Elle est produite pour 57,7 % à partir de combustibles fossiles (45,3 % de pétrole et 12,4 % de charbon) et 42,3 % à partir d'énergies renouvelables (39,4 % d'hydroélectricité, 1,4 % de biomasse et 1,4 % de solaire).

## Production d'énergie primaire
La production d'énergie primaire de Madagascar s'élevait en 2020 à 324,3 PJ, en progression de 222 % depuis 1990, répartie en 99,2 % de biomasse, 0,7 % d'hydroélectricité et 0,03 % de solaire.

## Importations de combustibles fossiles
En 2020, Madagascar a importé 4,1 PJ de charbon et 33,5 PJ de produits pétroliers. Le charbon est utilisé à 61 % pour la production d'électricité et 39 % dans l'industrie. Les produits pétroliers sont utilisés surtout à 28 % pour la production d'électricité et 51 % dans les transports.

## Consommation d'énergie

### Consommation d'énergie primaire
La consommation intérieure d'énergie primaire de Madagascar s'élevait en 2020 à 360,5 PJ, en progression de 218 % depuis 1990, et répartie en 89,3 % de biomasse, 8,9 % de pétrole, 1,1 % de charbon, 0,7 % d'hydroélectricité et 0,02 % de solaire.
Sur la base d'une population estimée par la Banque mondiale à 27 millions d'habitants en 2019, la consommation d'énergie primaire par habitant de Madagascar s'élevait en 2019 à 13,4 GJ, soit seulement 17 % de la moyenne mondiale : 79,1 GJ et 49 % de la moyenne de l'Afrique : 27,4 GJ ; celle de la France était de 150,5 GJ, celle de la Chine de 101,5 GJ et celle des États-Unis de 282 GJ.

### Consommation finale d'énergie
La consommation finale d'énergie de Madagascar s'élevait en 2020 à 250,5 PJ, répartie en 87,8 % de biomasse, 9,2 % de produits pétroliers, 0,6 % de charbon et 2,4 % d'électricité. Le secteur résidentiel consommait 57,3 % de cette énergie, le secteur tertiaire 26,5 %, le secteur industriel 7,3 %, les transports 6,6 %, l'agriculture 0,04 % et les usages non énergétiques (chimie) 0,4 %.

## Secteur électrique
La Jirama, société nationale d’eau et d’électricité créée en 1975, a fait l'objet en 2022 d'une opération de lutte contre la corruption qui a abouti au placement sous mandat de dépôt de trois hauts responsables ; 14 directeurs et responsables ont été évincés de leur poste,.
Depuis 1999 et la libéralisation du secteur de l'électricité, la Jirama n'a plus le monopole de la production électrique. Elle conserve toutefois le monopole du transport et de la distribution jusqu'à la fin du contrat de concession. Elle assure ainsi la quasi-totalité du service public d'eau et d'électricité, avec près de 340 000 abonnés dans 114 localités pour l'électricité.
La  Nouvelle Politique de l’Électricité (NPE 2015-2030) fixe l'objectif de donner accès à l'électricité à 70 % des ménages et d'atteindre un un mix énergétique constitué à 80 % d’énergies renouvelables à l’horizon 2030.

### Production d'électricité
Madagascar a produit 1,68 TWh en 2020, dont 57,7 % à partir de combustibles fossiles (45,3 % de pétrole et 12,4 % de charbon) et 42,3 % à partir d'énergies renouvelables (39,4 % d'hydroélectricité, 1,4 % de biomasse et 1,4 % de solaire).
La puissance installée des centrales malgaches s'élevait en 2020 à 587 MW, dont 59,8 % de centrales à combustibles fossiles, 38,2 % d'hydraulique, 1,1 % solaires et 1 % utilisant la biomasse et les déchets.

#### Centrales thermiques
La centrale thermique d'Ambohimanambola (120 MW) est la principale source d'électricité du réseau interconnecté d’Antananarivo. Une nouvelle centrale thermique de 150 MW est en construction sur le même site, sa mise en service est prévue en juin 2023.
En janvier 2018, le groupe malgache Axian annonce la mise en service de deux centrales thermiques, Noor 1 (48 MW) et Noor 2 (28 MW), mises en chantier en 2015.
La centrale thermique d'Aksaf (60 MW) est mise en service en juillet 2017 sur le site d'Ambohimanambola. La compagnie Aksaf est un consortium entre la société turque Aksa Energy et le Mauricien AF Power. Grâce à son fonctionnement au fioul lourd, elle doit permettre de réduire de moitié les dépenses en carburant de la Jirama.
La turbine à combustion de la Jovenna (76 MW) est également mise en service en juillet 2017 sur le site d'Ambohimanambola.
La centrale thermique de Mandroseza (40 MW) ne produisant plus que 5 MW du fait de pannes ; en 2015, la Jirama  signe un contrat avec l'entreprise privée Sybion Power pour réhabiliter la centrale et la gérer pour une durée de 20 ans.

#### Hydroélectricité

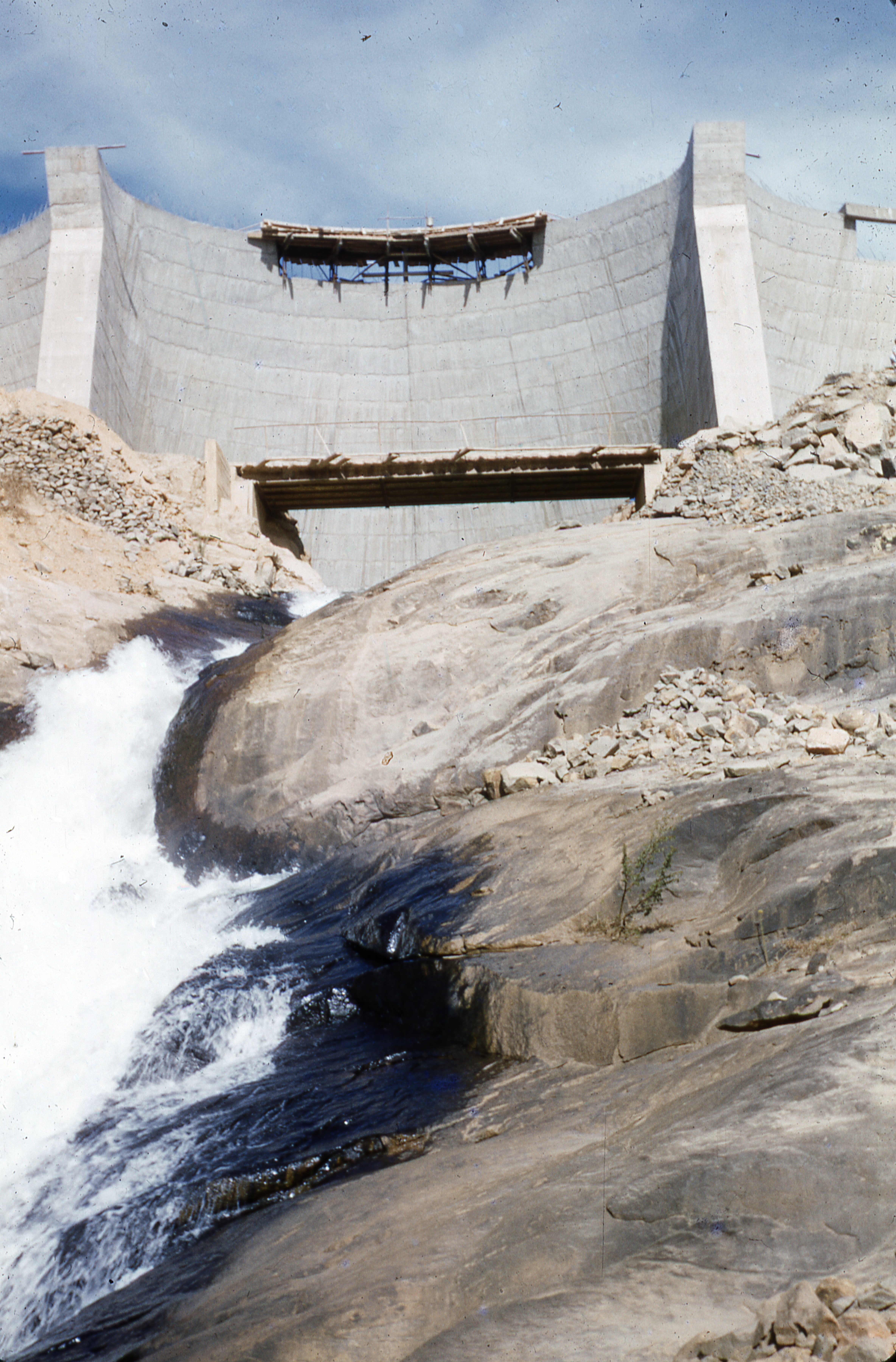
Barrage de Tsiazompaniry, 1956.

Selon la Banque mondiale, le potentiel hydroélectrique de Madagascar est de l'ordre de 3 500 MW.
Selon l'International Hydropower Association (IHA), la puissance installée des centrales hydroélectriques de Madagascar totalisait 186 MW fin 2021, soit 0,5 % du total africain, au 25e rang en Afrique, loin derrière l'Éthiopie (4 074 MW).
La première centrale hydroélectrique du pays (1,2 MW) a été construite en 1910 sur la rivière Ikopa, affluent du fleuve Betsiboka, près du village d'Antelomita, à 21 km au sud-est d’Antananarivo.
En juin 2013, le réseau interconnecté d'Antananarivo avait un parc hydroélectrique de 145 MW, composé des centrales de Manandona (1,6 MW), mise en service en 1930 et agrandie en 1960, Antelomita 1 (4 MW, 1930 et 1952), Antelomita 1 (4 MW, 1952-53), Mandraka (24 MW), mise en service en 1956 et agrandie en 1966, puis en 1972, et Andekaleka (91 MW, 1982 et 2012), appartenant à la Jirama, et des centrales de Sahanivotry (15 MW, 2008) et Tsiazompaniry (5,2 MW, 2010), appartenant à des producteurs indépendants.
La centrale hydroélectrique d’Andekaleka (56 MW, puis 91 MW en 2012, puis 120 MW fin 2022), construite de 1978 à 1982 sur la rivière Vohitra, fournit en 2022 près de 50 % de l’électricité du réseau interconnecté d’Antananarivo (RIA), d’Antsirabe et de Moramanga. Après un incendie le 2 janvier 2022 causé par l’explosion de l’un des trois transformateurs, la centrale sera renforcée par l'ajout d'un quatrième groupe, portant sa puissance à 120 MW.
La centrale hydroélectrique de Sahanivotry (16,5 MW), sur la rivière Ampamehana et connectée au réseau électrique d’Antananarivo, est la première centrale hydroélectrique privée du pays et le premier projet de réduction des émissions de carbone enregistré en tant que mécanisme de développement propre (MDP) de la Convention-cadre des Nations unies sur les changements climatiques (CCNUCC) à Madagascar. La centrale a été construite à 30 km d'Antsirabe de mars 2007 à octobre 2008 ; elle produit en moyenne 80 GWh par an.
La centrale hydroélectrique de Farahantsana (28 MW), construite de 2018 à 2022, sur la base d’une concession accordée par le Ministère de l’Énergie et des Hydrocarbures (MEH), sur la rivière Ikopa, produit 135 GWh par an.
L’État a lancé en 2015 un programme hydroélectrique prioritaire qui prévoit l’aménagement de plusieurs sites hydroélectriques potentiels dont Sahofika (Eiffage, 200 MW, en partenariat public-privé) ; Antetezambato (Vinci/Sogea-Satom, 140 à 180 MW, 315 M, en Engineering, Procurement and construction) et Volobe (Jovenna et Colas, 90 MW, en partenariat public-privé).
L’État signe en novembre 2021 avec la société NEHO (Nouvelle Energie Hydroélectrique de l’Onive) un contrat de concession pour financer, concevoir, construire, exploiter et maintenir l’aménagement hydroélectrique de Sahofika (192 MW), ainsi qu’un contrat d’achat d’électricité avec la JIRAMA, société nationale d’eau et d’électricité. L'actionnaire principal de NEHO est Themis, chargé du financement, secondé par deux actionnaires minoritaires : Eiffage pour la construction et Eranove pour l’exploitation-maintenance. Le projet de Sahofika, sur la rivière Onive à 100 km au sud-est de Tananarive, est appuyé par la Banque africaine de développement (BAD).
La construction de deux nouvelles centrales, Sahofika et Volobe, est relancée en 2024. A terme, leur production devrait atteindre 312 mégawatts. 

#### Solaire

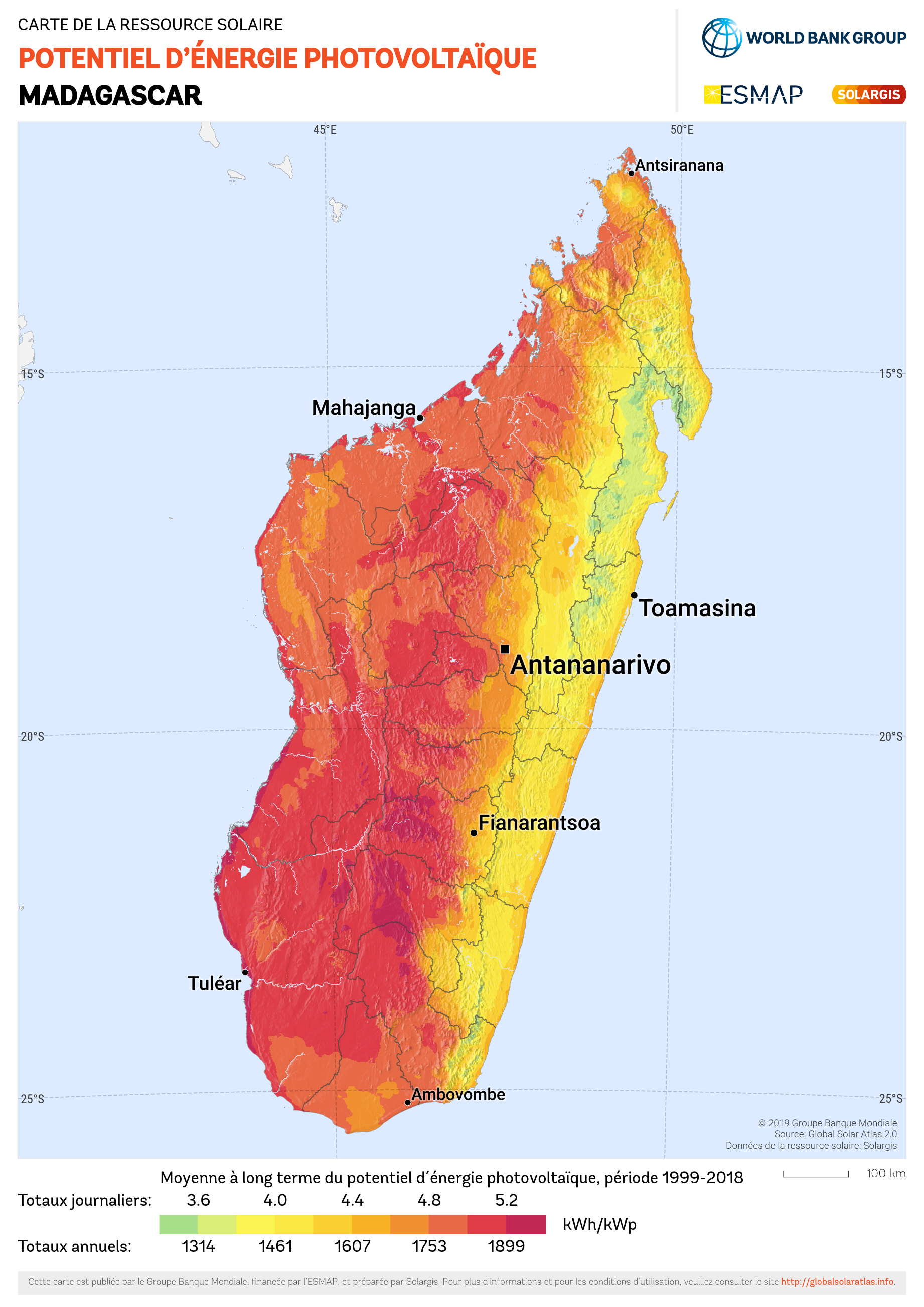
Potentiel estimé de production d’énergie solaire photovoltaïque à Madagascar - GlobalSolarAtlas World-Bank-Esmap-Solargis, 2021

La centrale solaire photovoltaïque d’Ambatolampy (20 MWc), développée par GreenYellow, est inaugurée le 23 juin 2018 dans la région du Vakinankaratra. En juin 2021, GreenYellow, filiale du groupe français Casino, et le groupe Axian lancent les travaux d’extension de la centrale d’Ambatolampy, la portant à 40 MWc d'ici la fin de 2021.
En août 2021, une centrale solaire photovoltaïque portable de 2,9 MWc est installée par Akuo Energy à Tuléar, capitale de la région Atsimo-Andrefana. Elle est composée de 44 unités « plug and play » conteneurisées, qui comprennent chacune 200 panneaux solaires photovoltaïques de près de 66 kWc pré-assemblés et pré-câblés, qui peuvent être déployés en seulement 30 minutes et repliés en 45 minutes. Cette solution est très appropriée pour les sites aux conditions météorologiques difficiles et aux environnements instables
En mai 2022, la centrale solaire de Kimony (3 MWc) à Morondava est mise en service pour réduire la consommation de carburant de la centrale thermique voisine et la fréquence des délestages. D’autres centrales solaires ont également été implantées à Sambava, Antalaha, Vohémar, Mampikony, Ambanja, Sainte-Marie, Mananara Avaratra.
Le groupe textile malgache Filatex s'est reconverti dans le solaire. Il s'est associé avec Akuo Energy pour la centrale de Tuléar, a réalisé l'hybridation solaire de Diego Suarez, Majunga et Tamatave en 2020 avec le canadien DERA Energy et entame la seconde phase d'hybridation sur un contrat hybride de 98,7 MWc, avec un branchement prévu d'ici octobre 2021. Il a signé un contrat de 11,5 MWc avec l'entreprise allemande Meeco pour réaliser toutes les toitures solaires de ses zones franches, et un contrat à Tananarive de 55 MWc de solaire d'ici février 2022. Il a signé un contrat de vente directe d'électricité de 66 MWc en Côte d'Ivoire et développe un projet de 43 MWc en Guinée.
Le président Andry Rajoelina a mis en place la distribution d'un million de kits solaires afin de réduire la dépendance des foyers familiaux au kérosène.  

### Consommation d'électricité
En 2020, la consommation d'électricité à Madagascar s'élevait à 1,66 TWh, dont 36,7 % pour le secteur résidentiel, 23,1 % pour l'industrie, 12,2 % pour le secteur tertiaire et 1,6 % pour l'agriculture ; 26 % restent « non spécifié », dénotant une qualité statistique médiocre.
Sur la base d'une population estimée par la Banque mondiale à 27 millions d'habitants en 2019, la consommation moyenne par habitant s'élève à (61 kWh), soit 1,9 % de la moyenne mondiale (3 265 kWh) et 11 % de celle de l'Afrique (560 kWh).
Le taux d'accès à l'électricité s'élevait en 2019 à 39 % (64 % en zones urbaines, 23 % en zones rurales).